# Olle Gabrielsson
Samuel Olof (Olle) Mårten Gabrielsson, född 11 november 1927 i Söderbärke i Kopparbergs län, död 27 oktober 1978, var en svensk tidningstecknare, journalist och konstnär.
Han var son till kontraktsprosten Samuel Gabrielsson och Jenny Beer samt bror till Jan och Anders Gabrielsson. Efter studentexamen utbildade sig Gabrielsson till konstnär genom självstudier med studieresor till bland annat norra Italien. Han anställdes 1949 vid Aftonbladet som artikel- och reportagetecknare. Gabrielsson blev känd för några av sina sportteckningar som publicerades i tidningen. Han medverkade i utställningen Tecknarna i dagspressen på Welamsons konsthandel. Gabrielsson signerade vanligtvis sina alster med Olle. Han är gravsatt på Rättviks kyrkogård.